# Offensiva di Samarrah
L'offensiva di Samarrah è stato un episodio della Campagna di Mesopotamia della prima guerra mondiale.

## Contesto
Dopo la caduta di Baghdad l'11 marzo 1917 le forze britanniche erano minacciate da una guarnigione ottomana composta da circa 10 000 uomini sotto il comando di Halil Kut alla quale poco dopo si aggiunsero i 15 000 soldati di Ali İhsan Sâbis che si stava ritirando dalla Persia dove era stato sconfitto dall'esercito imperiale russo.

## La battaglia
Il comandante britannico Frederick Stanley Maude decise che per evitare rischi era necessario prendere il controllo anche dell'area di Samarra (circa 130 km a nord di Baghdad).
Le operazioni iniziarono il 13 marzo. Il 19 marzo gli uomini di Maude presero Fallujah e proseguirono verso nord e dopo settimane di cruenti combattimenti arrivarono a Samarra.